# Марсело Гояно
Марсело Гояно (порт. Marcelo Goiano, нар. 12 жовтня 1987, Гояс) — бразильський футболіст, захисник турецького «Сівасспора».

## Клубна кар'єра
Розпочав грати у футбол в нижчих бразильських лігах, поки 2012 року не був придбаний клубом «Греміо Анаполіс», який здавав гравця в оренду до португальських клубів «Фейренсі» з Сегунди та «Академіка» з Прімейри, в яких провів по сезону.
Влітку 2014 року Марсело був придбаний «Брагою». У першому сезоні він не був основним, граючи також за дублюючу команду, але з наступного року став частіше залучатись до матчів і допоміг «Бразі» виграти Кубок Португалії у 2016 році. За п'ять сезонів відіграв за клуб з Браги у 115 матчах національного чемпіонату.
2019 року перебрався до Туреччини, де став гравцем «Сівасспора».

## Титули і досягнення
- Володар Кубка Португалії (1):

«Брага»: 2015–16